# BBC Radiophonic Workshop

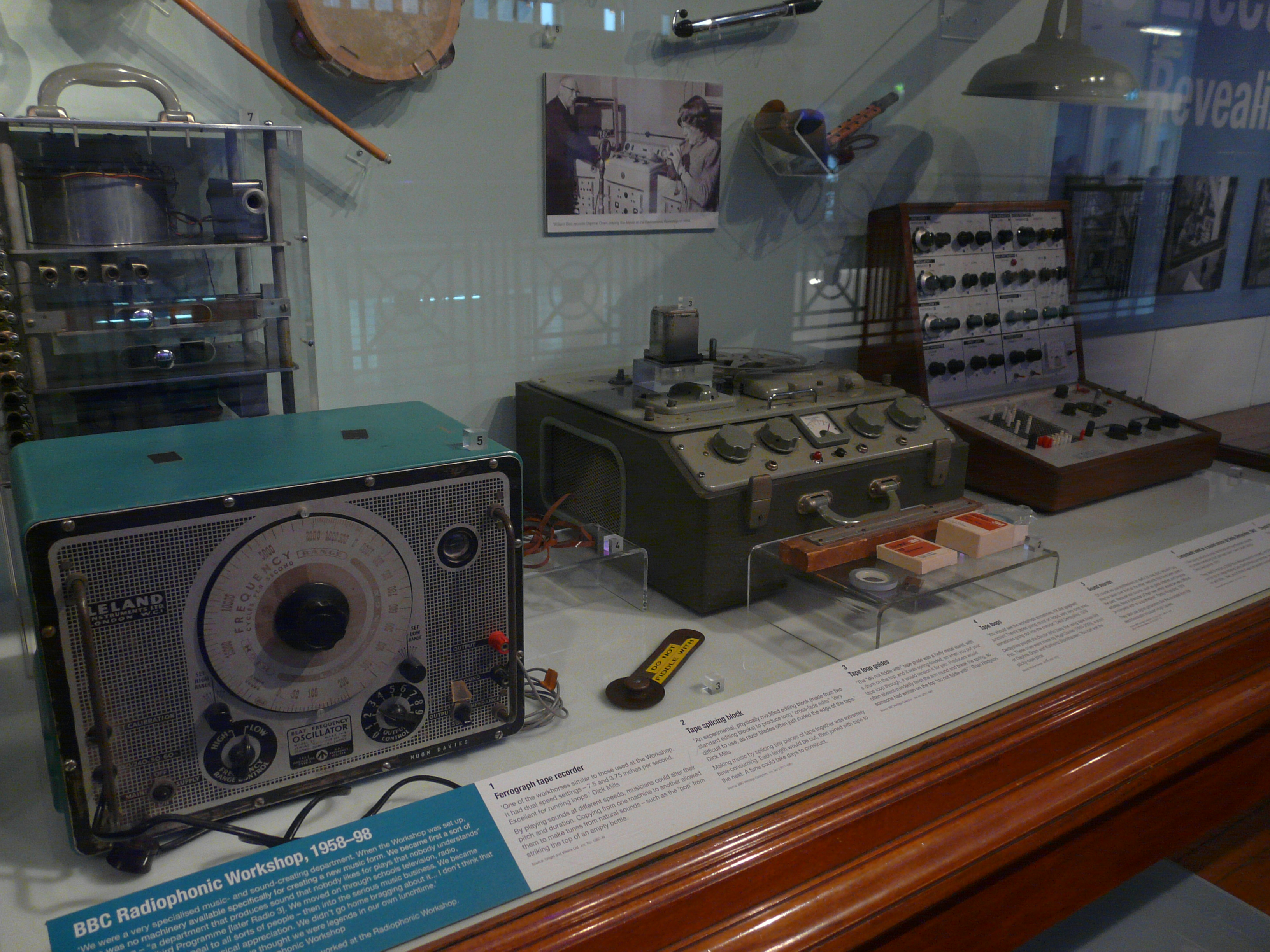
Колекція обладнання від Radiophonic Workshop, на виставці в Музеї Науки в Лондоні

BBC Radiophonic Workshop був одним із підрозділів звукових ефектів Бі-бі-сі, створений в 1958 році для створення випадкових звуків і нової музики на радіо і, пізніше, телебаченні. Група відома своєю експериментальною і новаторською роботою в електронній музиці і музичних технологіях, а також популярними хітами для серіалів, таких як "Доктор Хто" і "Квотермасс і колодязь" протягом 1950-х і 60-х років.

## Історія
Radiophonic Workshop заснована 1958 року звукорежисером Дафною Орам і композитором Desmond Briscoe в BBC's Maida Vale Studios на Делавер Роуд, Мейда-Вейл, Лондон. Була закрита в березні 1998 року, хоча більша частина їхньої традиційної роботи вже була передана в 1995 році. Учасниками були  Делія Дербішир, Девід Кейн, Джон Бейкер, Педді Кингсленд, і Глинис Джонс.

## Спадщина
Після рішення закрити Radiophonic Workshop, Марку Ейрсу і Брайану Ходжсону було доручено каталогізувати їхню велику бібліотеку записів.
У жовтні 2003 року, Alchemists of Sound,, одно-годинний телевізійний документальний фільм про Radiophonic Workshop, був показаний на  BBC Four.
The Magnetic Fields назвали перший трек свого альбому Holiday, в пам'ять BBC Radiophonic Workshop.

## Дискографія
- BBC Radiophonic Music
- Fourth Dimension
- The Radiophonic Workshop
- Out of This World
- Through A Glass Darkly
- BBC Sound Effects No. 19 - Doctor Who Sound Effects
- BBC Radiophonic Workshop - 21
- BBC Sound Effects No. 26 - Sci-Fi Sound Effects
- Doctor Who - The Music
- The Soundhouse
- The Living Planet
- Doctor Who - The Music II
- Doctor Who: 30 Years at the BBC Radiophonic Workshop
- Doctor Who at the BBC Radiophonic Workshop Volume 1: The Early Years 1963–1969
- Doctor Who at the BBC Radiophonic Workshop Volume 2: New Beginnings 1970–1980
- Doctor Who at the BBC Radiophonic Workshop Volume 3: The Leisure Hive
- Doctor Who at the BBC Radiophonic Workshop Volume 4: Meglos & Full Circle
- The John Baker Tapes – Volume 1: BBC Radiophonics
- BBC Radiophonic Workshop - A Retrospective
- Doctor Who - The Caves of Androzani
- Doctor Who - The Krotons
- Radiophonic Workshop
- The Vendetta Tapes
- Burials In Several Earths
- The Changes[5]

## Інші роботи
- The Foundation Trilogy (produced by David Cain) (1973)
- A Wall Walks Slowly (produced by Desmond Briscoe with music by Peter Howell) (1977)
- August 2026 (produced by Malcolm Clarke) (1977)
- Notes from Janáček's Diary (produced by Maxwell Steer) (1991)
  - This was the only production ever to be realised at the Radiophonic Workshop completely by an external composer.

## Звукові ефекти та музичні внески
- Radio
  - The Goon Show
  - The Hobbit (effects and music composed by David Cain) (1968)
  - The Hitchhiker's Guide to the Galaxy (effects by Paddy Kingsland with additional effects by Dick Mills. Music (except theme music) for second series by Paddy Kingsland)
  - The Lord of the Rings (effects by Elizabeth Parker) (1981)
  - Doctor Who: Slipback (BBC Radio) (music by Jonathan Gibbs) (1985)
  - Doctor Who: The Paradise of Death (BBC Radio) (music by Peter Howell) (1993)
  - Doctor Who: The Ghosts of N-Space (BBC Radio) (music by Peter Howell) (1996)
- Television
  - Quatermass and the Pit (effects by Desmond Briscoe & (uncredited) Dick Mills) (1958)
  - Doctor Who (effects by Brian Hodgson (1963–1972) & Dick Mills (1972–1989). Some additional effects provided by various Workshop members)
  - Penda's Fen (Paddy Kingsland) (1974)
  - Blake's 7 (effects by Richard Yeoman-Clark & Elizabeth Parker)
  - The Hitchhiker's Guide to the Galaxy (music and effects by Paddy Kingsland except theme music)